# Joan Carreras i Goicoechea
Joan Carreras i Goicoechea (Barcelona, 22 de juliol del 1962) és un periodista, guionista de televisió i escriptor català.

## Biografia
Fill de Joan Carreras i Martí, és professor associat de la Facultat de Comunicació a la Blanquerna, on imparteix classes de periodisme digital. Ha treballat durant una dècada a la Corporació Catalana de Mitjans Audiovisuals, on ha estat director el Canal 33 i un dels responsables de la creació del programa Info-K. Al 324.cat experimentà amb nous formats i narratives digitals. També treballà a l'Avui, el Diari de Barcelona i El Temps.

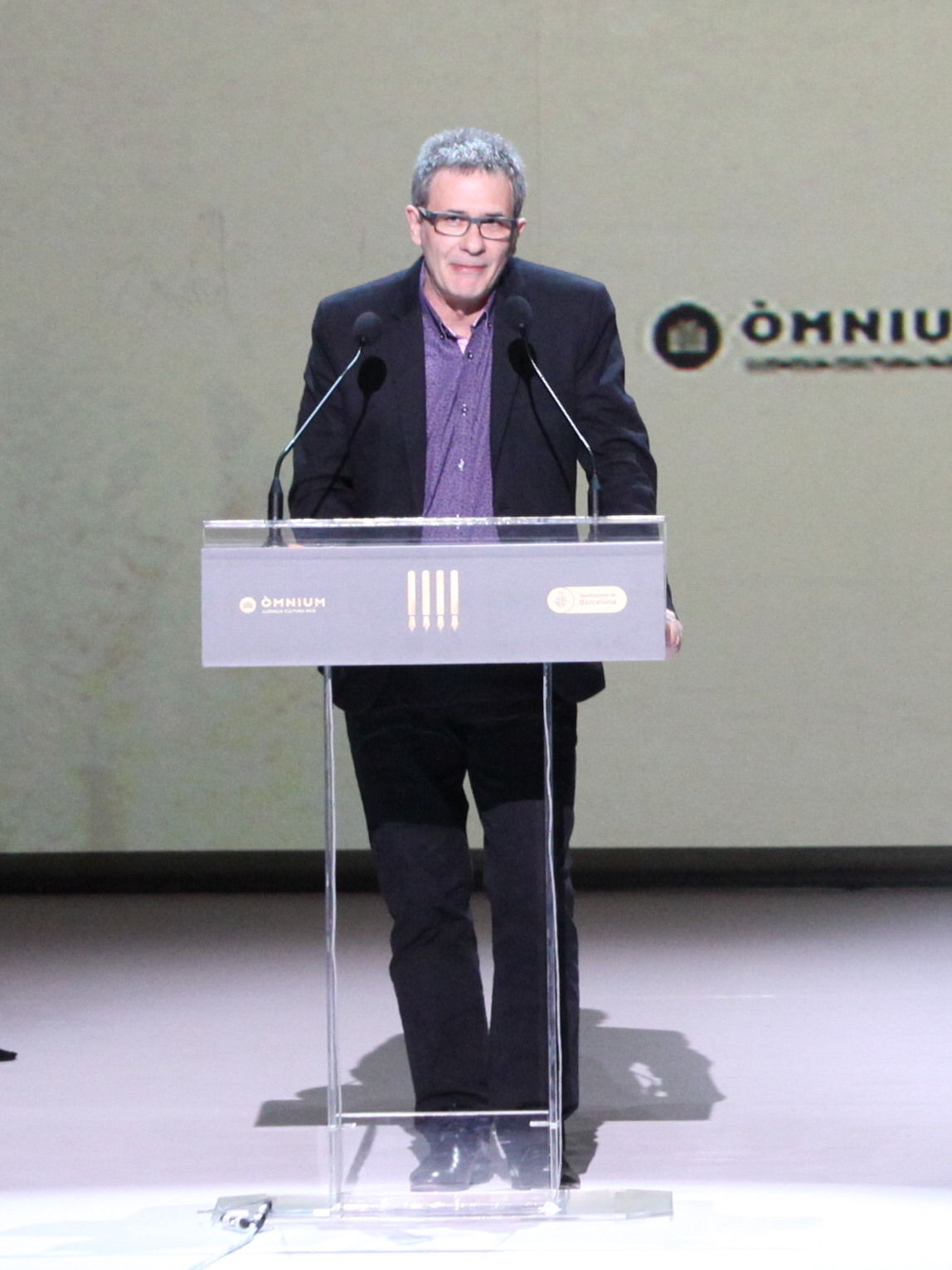
Joan Carreras a la cerimònia de lliurament del Premi Sant Jordi de novel·la 2014.

Cafè Barcelona (Proa) és la cinquena novel·la de Joan Carreras. Els seus personatges sovint no expressen el que realment volen dir. Tenen secrets. Es mouen entre Amsterdam i Barcelona, i els persegueix la culpa. L'escriptor els dona una altra oportunitat. La novel·la va rebre el Premi Ciutat de Barcelona el 2014.
El 2014 també rebé el Premi Sant Jordi de novel·la per a L'àguila negra, que al seu torn fou el quart llibre de ficció en català més venut durant la diada de Sant Jordi de 2015.

## Obra publicada

### Reculls de relats
- Les oques van descalces (Quaderns Crema, 1990)
- La bassa del gripau (Quaderns Crema, 1993)

### Novel·les
- La gran nevada (Empúries, 1998)[9]
- Qui va matar el Floquet de Neu (Empúries, 2003)
- L'home d'origami (Amsterdam, 2009)[10]
- Carretera secundària (Proa, 2012)[11]
- Cafè Barcelona (Proa, 2013)
- L'àguila negra (Proa, 2015)
- La dona del Cadillac (Proa, 2017)[12]
- Torno a casa (Proa, 2021)

## Premis i reconeixements
- 2012 — Premis Literaris de Cadaqués — Carles Rahola de periodisme. Postals de la nostàlgia des de Cadaqués
- 2014 — Premi Ciutat de Barcelona de literatura catalana per a Cafè Barcelona
- 2014 — Premi Sant Jordi de novel·la per a L'àguila negra